# Bodenmühle (Bayreuth)
Bodenmühle ist ein Stadtteil von Bayreuth im bayerischen Regierungsbezirk Oberfranken.

## Geografie
Die Einöde liegt im tief eingeschnittenen Tal des Roten Mains am rechten Ufer. In der Nähe befindet sich ein Geologischer Aufschluss, der als Naturdenkmal ausgezeichnet ist. 200 Meter südlich befindet sich die Bodenmühlwand, ebenfalls ein geologischer Aufschluss. Ein Anliegerweg führt zum Gewerbegebiet Wolfsbach (0,6 km nordwestlich).

## Geschichte
Gegen Ende des 18. Jahrhunderts bestand Bodenmühle aus einem Anwesen. Die Hochgerichtsbarkeit stand dem bayreuthischen Stadtvogteiamt Bayreuth zu. Die Grundherrschaft über die Mahlmühle hatte das Amt St. Johannis.
Von 1797 bis 1810 unterstand der Ort dem Justiz- und Kammeramt Bayreuth. Mit dem Gemeindeedikt wurde Bodenmühle dem 1812 gebildeten Steuerdistrikt Oberkonnersreuth und der zugleich gebildeten Ruralgemeinde Oberkonnersreuth zugewiesen. Am 1. Januar 1972 wurde Bodenmühle im Zuge der Gebietsreform in Bayern nach Bayreuth eingemeindet.

### Einwohnerentwicklung
| Jahr      | 001822 | 001861 | 001871 | 001885 | 001900 | 001925 | 001950 | 001961 | 001970 | 001987 |
| Einwohner | 6      | 7      | 7      | 12     | 6      | 8      | 6      | 5      | 4      | 7      |
| Häuser    | 1      |        |        | 1      | 1      | 1      | 1      | 1      |        | 1      |
| Quelle    | [ 5 ]  | [ 7 ]  | [ 8 ]  | [ 9 ]  | [ 10 ] | [ 11 ] | [ 12 ] | [ 13 ] | [ 14 ] | [ 1 ]  |

## Religion
Bodenmühle ist evangelisch-lutherisch geprägt und war ursprünglich nach St. Laurentius (Neunkirchen am Main) gepfarrt. Seit dem 19. Jahrhundert ist die Pfarrei St. Bartholomäus (Emtmannsberg) zuständig.